# Klingerath
Klingerath ist ein Ortsteil von Brombach in der Stadt Overath im Rheinisch-Bergischen Kreis in Nordrhein-Westfalen, Deutschland.

## Lage und Beschreibung
Der kleine, von Feldern und Wald umgebene Weiler Klingerath ist durch eine Stichstraße von der Landesstraße 299 aus erreichbar. Er liegt nördlich des Zentrums von Overath in einem Seitental des in die Sülz mündenden Lennefer Bachs, an der Grenze zur Gemeinde Lindlar, die zum Oberbergischen Kreis gehört. Orte in der Nähe sind  Krähsiefen, Halfenslennefe, Lenneferberg, Obersteeg und Herrenhöhe.

## Geschichte
Die Topographia Ducatus Montani des Erich Philipp Ploennies, Blatt Amt Steinbach, belegt, dass der Wohnplatz bereits 1715 eine Hofstelle besaß, die als Klingenradt beschriftet ist. Carl Friedrich von Wiebeking benennt die Hofschaft auf seiner Charte des Herzogthums Berg 1789 als Klingerath. Aus ihr geht hervor, dass der Ort zu dieser Zeit Teil der Honschaft Vellingen im Kirchspiel Hohkeppel war.
Der Ort ist auf der Topographischen Aufnahme der Rheinlande von 1817 als Klingenrath verzeichnet. Die Preußische Uraufnahme von 1845 zeigt den Wohnplatz unter dem Namen Klingerath. Ab der Preußischen Neuaufnahme von 1892 ist der Ort auf Messtischblättern regelmäßig als Klingerath verzeichnet.
1822 lebten 14 Menschen im als Haus kategorisierten und Klingenrath bezeichneten Ort, der nach dem Zusammenbruch der napoleonischen Administration und deren Ablösung zur Gemeinde Hohkeppel der Bürgermeisterei Engelskirchen im Kreis Wipperfürth gehörte. Für das Jahr 1830 werden für den als Klingenrath bezeichneten Ort zusammen mit Krähsiefen 36 Einwohner angegeben. Der 1845 laut der Uebersicht des Regierungs-Bezirks Cöln als Hof kategorisierte und Klingenrath bezeichnete Ort besaß zu dieser Zeit zwei Wohngebäude mit zehn Einwohnern, alle katholischen Bekenntnisses. Die Gemeinde- und Gutbezirksstatistik der Rheinprovinz führt Klingerath 1871 mit zwei Wohnhäusern und acht Einwohnern auf. Im Gemeindelexikon für die Provinz Rheinland von 1888 werden für Klingerath ein Wohnhaus mit zehn Einwohnern angegeben. 1895 besitzt der Ort ein Wohnhaus mit neun Einwohnern, 1905 werden ein Wohnhaus und sechs Einwohner angegeben.
Aufgrund § 10 und § 14 des Köln-Gesetzes wurde 1975 die Gemeinde Hohkeppel aufgelöst und in Lindlar eingemeindet. Dabei wurden einige Ortsteile Hohkeppels in die Gemeinde Overath umgemeindet, darunter auch Klingerath.